# Эззин, Хамид
Хамид Эззин — марокканский легкоатлет, который специализируется в беге на 3000 метров с препятствиями. Бронзовый призёр чемпионата мира по кроссу 2006 года в командном первенстве.
На Олимпиаде 2008 года не смог выйти в финал. Занял 9-е место на чемпионате мира в Тэгу. На олимпийских играх 2012 года занял 7-е место. Финишировал на 9-м месте на чемпионате мира 2013 года в Москве.
В марте 2009 года был приглашён пройти внеочередной допинг контроль, от которого он отказался. За это он с 15 марта 2009 года по 14 марта 2011 года был отстранён от соревнований.
Его старший брат Али Эззин — бронзовый призёр Олимпиады в Сиднее.